# R. Daneel Olivaw
R. Daneel Olivaw è un personaggio nato dalla fantasia dello scrittore di fantascienza Isaac Asimov. È un robot umanoide (la R. sta infatti per robot) che compare per la prima volta nel romanzo Abissi d'acciaio, ma che sarà l'elemento legante di tutta una serie di romanzi successivi, includendo il ciclo dei Robot e i più recenti episodi del ciclo della Fondazione. In un certo senso è ciò che lega tutte le serie di romanzi di Asimov tra di loro.

## Storia del personaggio
R. Daneel è stato progettato e costruito da due esperti di robotica dei Mondi Spaziali, il dottor Han Fastolfe e il dottor Roj Nemennuh Sarton.
Nei primi tre libri del Ciclo dei Robot (Abissi d'acciaio, Il sole nudo e I robot dell'alba) R. Daneel svolge il ruolo di assistente investigativo del terrestre Elijah Baley, e le soluzioni di questi tre casi saranno la chiave che permetterà alla Terra di liberarsi dal pesante dominio dei Mondi Spaziali e di (ri)cominciare a colonizzare la Galassia.
Fra la pubblicazione de Il sole nudo (1956) e I robot dell'alba (1983), Asimov scrisse un breve racconto con i personaggi di R. Daneel ed Elijah Baley, Immagine speculare (Mirror Image, 1972, pubblicato la prima volta in Italia nel 1975 ne Il meglio di Asimov, vol. II).
Nel quarto romanzo (I robot e l'Impero) R. Daneel è invece affiancato da un altro robot, R. Giskard Reventlov, mentre cercano di fermare un complotto che mira a distruggere la potenza della Terra e dei Coloni.
R. Daneel torna poi nei due libri iniziali del ciclo della Fondazione nei panni di Eto Demerzel, il primo ministro (ed eminenza grigia) dell'Imperatore della Galassia Cleon I, nonché protettore del matematico Hari Seldon, a cui darà un aiuto nella sua ricerca della psicostoria, attraverso la figura di un giornalista Chetter Hummin, che altro non è se non lo stesso R. Daneel in uno dei suoi alter ego. Lo stesso Seldon (in Preludio alla Fondazione) nota che il nome Hummin è una storpiatura di "umano". Durante quel periodo R. Daneel ha ormai raggiunto i ventimila anni di età e si sottopone regolarmente a sostituzioni di componenti (compreso il cervello positronico, il cui intero contenuto viene costantemente copiato in cervelli più giovani e più sofisticati).
R. Daneel compare anche nell'ultimo capitolo di Fondazione e Terra, dove enuncia il progetto di fondere la sua mente con quella di un essere umano ermafrodita, per permettergli di sopravvivere ancora e di liberarsi da alcuni vincoli delle tre leggi della robotica.
Riguardo al luogo di origine di R. Daneel, Asimov fornisce informazioni contraddittorie. In Abissi d'acciaio R. Daneel afferma di essere stato costruito sulla Terra. Nell'ultimo romanzo del ciclo, Fondazione e Terra, dichiara invece di essere stato fabbricato sul pianeta Spaziale di Aurora.

## Capacità
Durante le avventure narrate nel romanzo I robot e l'Impero, R. Daneel mostra la dote di apprendere e modificare le proprie tecniche di ragionamento. In più punti del libro viene sottolineato dallo stesso R. Daneel come lui stesso cerchi di ragionare ed ottenere delle informazioni nello stesso modo in cui le avrebbe ottenute l'amico Elijah Baley, ovvero deducendole da informazioni scarse ed apparentemente scollegate tra di loro. Questo mostra come il cervello positronico di R. Daneel abbia la proprietà di modificare i propri collegamenti interni con lo scopo di migliorare i propri ragionamenti e le proprie deduzioni.
Particolare interessante, nel primo libro Asimov lo dota di sensori che gli permettono di esaminare, anche se in modo approssimativo, lo stato emotivo degli umani che lo circondano. In tutti gli episodi successivi non si farà più alcuna menzione di questa caratteristica.
Invece in I robot e l'Impero R. Daneel riceve da R. Giskard il potere di percepire "direttamente" le menti umane (una sorta di telepatia) e di influire su di esse modificandole a livello emotivo e di memoria. Daneel è però bloccato nell'utilizzo di questi poteri dal fatto che c'è un rischio di danneggiare gli umani che dipende dall'importanza dell'intervento.
R. Daneel, essendo un robot, risponde alle tre leggi della robotica, alle quali però, riflettendo assieme a R. Giskard su una frase detta in punto di morte da Elijah Baley, ne aggiunge un'altra, chiamata "legge zero della robotica". Questa afferma che "Un robot non può nuocere all'umanità o, tramite l'inazione, permettere che l'umanità riceva danno" e modifica le tre leggi originali posponendo ad ognuna di esse il comma "purché non sia in contrasto con la legge zero".

## Aspetto fisico
R. Daneel Olivaw è un androide e in quanto tale è fisicamente indistinguibile dall'essere umano. Costruito ad immagine del suo costruttore, il dottor Sarton, R. Daneel è alto e magro, pelle chiara, occhi azzurri, capelli corti e di colore arancione-rosso. È in grado di svolgere alcune funzioni tipiche degli esseri umani, quali mangiare (grazie ad un sacchetto nell'addome che dovrà essere in un secondo tempo svuotato) o avere rapporti sessuali.
È un androide altamente evoluto e ha subito nel tempo innumerevoli sostituzioni di componenti.